# PGC 6807
LEDA/PGC 6807 ist eine Elliptische Galaxie vom Hubble-Typ E im Sternbild Andromeda am Nordsternhimmel. Sie ist schätzungsweise 237 Millionen Lichtjahre von der Milchstraße entfernt. Gemeinsam mit NGC 687 bildet sie das isolierte Galaxienpaar KPG 42.
Im selben Himmelsareal befinden sich u. a. die Galaxien NGC 700, NGC 703, NGC 704, IC 1732.